# Tellervo tumanana
Tellervo tumanana är en fjärilsart som beskrevs av Semper 1886. Tellervo tumanana ingår i släktet Tellervo och familjen praktfjärilar. Inga underarter finns listade i Catalogue of Life.